# 托布-NUT度規
托布-NUT度規（英語：Taub–NUT metric，/tɑːb nʌt/ 或 /tɑːb ɛnjuːˈtiː/）是一个爱因斯坦场方程的精確解，為广义相对论的框架下所建構出的宇宙模型。
托布-NUT度規是由亞伯拉罕·哈斯克爾·托布（Abraham Haskel Taub）发现，並由以斯拉·紐曼（Ezra T. Newman）、T. 昂蒂（T. Unti）和 L. 坦布里諾（L.Tamburino）拓展到更大的流形，其首字母缩写組成了「托布-NUT」當中的「NUT」。
托布的解是爱因斯坦方程在空的空间中的一個解，其拓扑為 R×S3 、度規為
{\displaystyle ds^{2}=-dt^{2}/U(t)+4l^{2}U(t)(d\psi +\cos \theta d\phi )^{2}+(t^{2}+l^{2})(d\theta ^{2}+(\sin \theta )^{2}d\phi ^{2})}
其中 
{\displaystyle U(t)={\frac {2mt+l^{2}-t^{2}}{t^{2}+l^{2}}}}
在這之中，m 和 l 為正的常數。
托布的度規在 {\displaystyle U=0,t=m+(m^{2}+l^{2})^{1/2}}處具有坐标奇点，而纽曼、坦布里諾和昂蒂則說明了如何在这些表面扩展该度規。